# Wegnahmesicherung
Unter einer Wegnahmesicherung versteht man im Allgemeinen eine Vorrichtung (z. B. Warensicherungen), um den Diebstahl oder die Wegnahme einer beweglichen Sache ohne oder bei Zuhilfenahme einfacher Werkzeuge wirksam zu erschweren. Das Überwinden einer solchen Einrichtung kann in vielen Ländern (z. B. in Deutschland nach § 243 Abs. 2 StGB und in Österreich nach § 129 StGB) einen schweren Diebstahl darstellen, sofern auch tatsächlich der Straftatbestand eines Diebstahls vorliegt und kein anderer Straftatbestand (vgl. auch Wegnahme) in Betracht kommt.
Der Begriff Wegnahmesicherung bezeichnet jedoch auch spezielle Sicherungen an den Trageeinrichtungen für Schusswaffen, die einen unberechtigten Zugriff und somit eine Gefährdung des Trägers zu verhindern. Im anglo-amerikanischen Sprachraum tragen solche Systeme die Bezeichnung Holster Retention.
Des Weiteren gibt es Wegnahmesicherungen auch für elektronische Geräte wie Laptops.
Der Begriff und die Anforderungen an solche Einrichtungen sind in einer entsprechenden VdS-Norm definiert. Soweit gesetzliche Regelungen nicht hinreichend eindeutig die Überwindung solcher Sicherungen erfordern oder definieren, gibt es auch im Strafrecht weitergehende Kommentierungen und Sonderfälle, die in der Rechtsprechung berücksichtigt werden müssen.

## Klassen bei Wegnahmesicherung gemäß VdS-Richtlinien
Wegnahmesicherungen werden in den genannten VdS-Richtlinien in verschiedene Klassen unterteilt:
- Klasse 1: Wegnahmesicherung gegen Blitzzugriff, zum Beispiel durch die Verwendung von Stahlseilen, wodurch die Wegnahme durch Täter verhindert wird, die über zu geringes technisches Wissen und Equipment verfügen.
- Klasse 2: Analog zu Klasse 1, hier werden Stahlseile- und Ketten verwendet, die eine höhere Festigkeit aufweisen, für die Überwindung dieser Schutzklasse wird das Aufbringen einer noch höheren kriminellen Energie angenommen
- Klasse 3: zusätzlich zu den in Klasse 1 und 2 genannten Maßnahmen werden noch mechanische Fixierungsmethoden angewendet, um die Wegnahme des Gegenstands zu verhindern
- Klasse 4: das zu schützende Objekt wird in einem Gehäuse aus Stahlblech gesichert, welches nur durch hohen Aufwand überwunden werden kann.

In den genannten Richtlinien werden die Anforderungen an die Bedienung, Kennzeichnung, Sicherheit und physikalische Eigenschaften spezifiziert. Als Beispiele dafür sind beispielsweise zu nennen, dass Wegnahmesicherungen mit einer Montage- und Bedienungsanleitung in deutscher Sprache geliefert werden sollen. Es dürfen bei der Schutzklasse 3 und 4 auch keine Rückschlüsse auf Codes oder Schlüsselnummern gezogen werden können. Im Bereich der Konstruktion sind beispielsweise Maßnahmen zu treffen, um bei der Verwendung im Außenbereich eine mögliche Korrosion zu verhindern.
Des Weiteren ist spezifiziert, welchen Werkzeugtypen die Wegnahmesicherungen Stand halten müssen.